# Forotic
Forotic – wieś w Rumunii, w okręgu Caraș-Severin, w gminie Forotic. W 2011 roku liczyła 553 mieszkańców. 